# Beihai Fucheng Airport
Beihai Fucheng Airport (kinesiska: 北海福成机场, Běihǎi Fúchéng Jīchǎng) är en flygplats i Kina. Den ligger i den autonoma regionen Guangxi, i den södra delen av landet, omkring 170 kilometer sydost om regionhuvudstaden Nanning. Beihai Fucheng Airport ligger 23 meter över havet.
Närmaste större samhälle är Lianzhou, 17,0 km nordväst om Beihai Fucheng Airport. Omgivningarna runt Beihai Fucheng Airport är en mosaik av jordbruksmark och naturlig växtlighet.
Genomsnittlig årsnederbörd är 2 730 millimeter. Den regnigaste månaden är augusti, med i genomsnitt 636 mm nederbörd, och den torraste är februari, med 32 mm nederbörd.